# Luciano Fontana
Luciano Fontana (Frosinone, 11 gennaio 1959) è un giornalista italiano, direttore dal 1º maggio 2015 del Corriere della Sera.

## Biografia
Dopo la maturità scientifica si laurea in filosofia alla Sapienza di Roma discutendo la tesi con Tullio De Mauro. Attivo nella FGCI di Frosinone intraprende la carriera giornalistica come corrispondente dell'ANSA dalla sua città natale.  Nel 1986 viene assunto come praticante nella redazione de l'Unità, diretta da Emanuele Macaluso. Vi rimane undici anni scrivendo di cronaca e politica. Walter Veltroni lo nomina capo dell'ufficio centrale.
Nel 1997 entra al Corriere della Sera come numero due di Paolo Ermini all'ufficio centrale. Dopo tre anni ne diventa capo. Nel 2003 è nominato vice direttore (direttore è Stefano Folli). Mantiene il ruolo con il successore Paolo Mieli. Nel 2009 riceve la nomina a condirettore.
Dal 1º maggio 2015 succede a Ferruccio de Bortoli alla direzione del quotidiano milanese.

## Opere pubblicate
- 2018 - Un Paese senza leader. Storie, protagonisti e retroscena di una classe politica in crisi, Milano, Longanesi, ISBN 9788830449572.

Prefazioni
- Benedetta Cosmi, È il futuro bellezza. I giovani e la sfida del lavoro, Roma, Edizioni Lavoro (2017).
- Benedetta Cosmi, Il bene comune. Dove spingere lo sguardo della politica, Armando editore (2019).
- Walter Veltroni, Labirinto italiano. Viaggio nella memoria di un Paese, Solferino (2020).